# Lanceri Neri
I Lanceri Neri erano una pattuglia acrobatica dell'Aeronautica Militare italiana.

## Storia
Fondata nel 1957, passò da pattuglia di riserva dei Diavoli Rossi a squadra ufficiale nel 1959, anno in cui contestualmente cessò la sua attività. Venne costituita dalla 2ª Aerobrigata di stanza presso l'aeroporto militare di Cameri ed era dotata di 6 caccia monomotore a getto Canadair Sabre dipinti nel caratteristico colore nero tranne le superfici alari dipinte con il tricolore.

In prossimità della coda dell'aereo era collocata la coccarda tricolore dell'Aeronautica Militare, mentre poco sotto la cabina di pilotaggio era riportato il nome della pattuglia Lanceri Neri in bianco.
L'Aeronautica Militare ha utilizzato la versione di costruzione canadese del North American F-86 Sabre nella versione Sabre Mk.4. Questi velivoli sono arrivati in Italia nel 1957 dopo essere stati impiegati per un paio di anni dalla RAF in Germania e dopo una loro completa revisione. Con la consegna degli F-104G Starfighter e la loro completa operatività, i Sabre sono stati progressivamente radiati e demoliti dalla Aerfer di Napoli Capodichino, tranne un piccolo lotto di cinque aerei, ceduto alle Forze aeree dell'' ONU durante la crisi seguita alla secessione dello Zaire. Questi cinque aerei sono stati "scambiati" con altrettanti C-119G Flying Boxcar di proprietà statunitense e già in uso alle Forze Aeree Indiane che operavano in Congo per conto dell'ONU.
Nel 2015 Dante Golinelli ha narrato la sua esperienza nella pattuglia dei Lanceri Neri nel documentario Le Pan prima della Pan.

## Galleria d'immagini

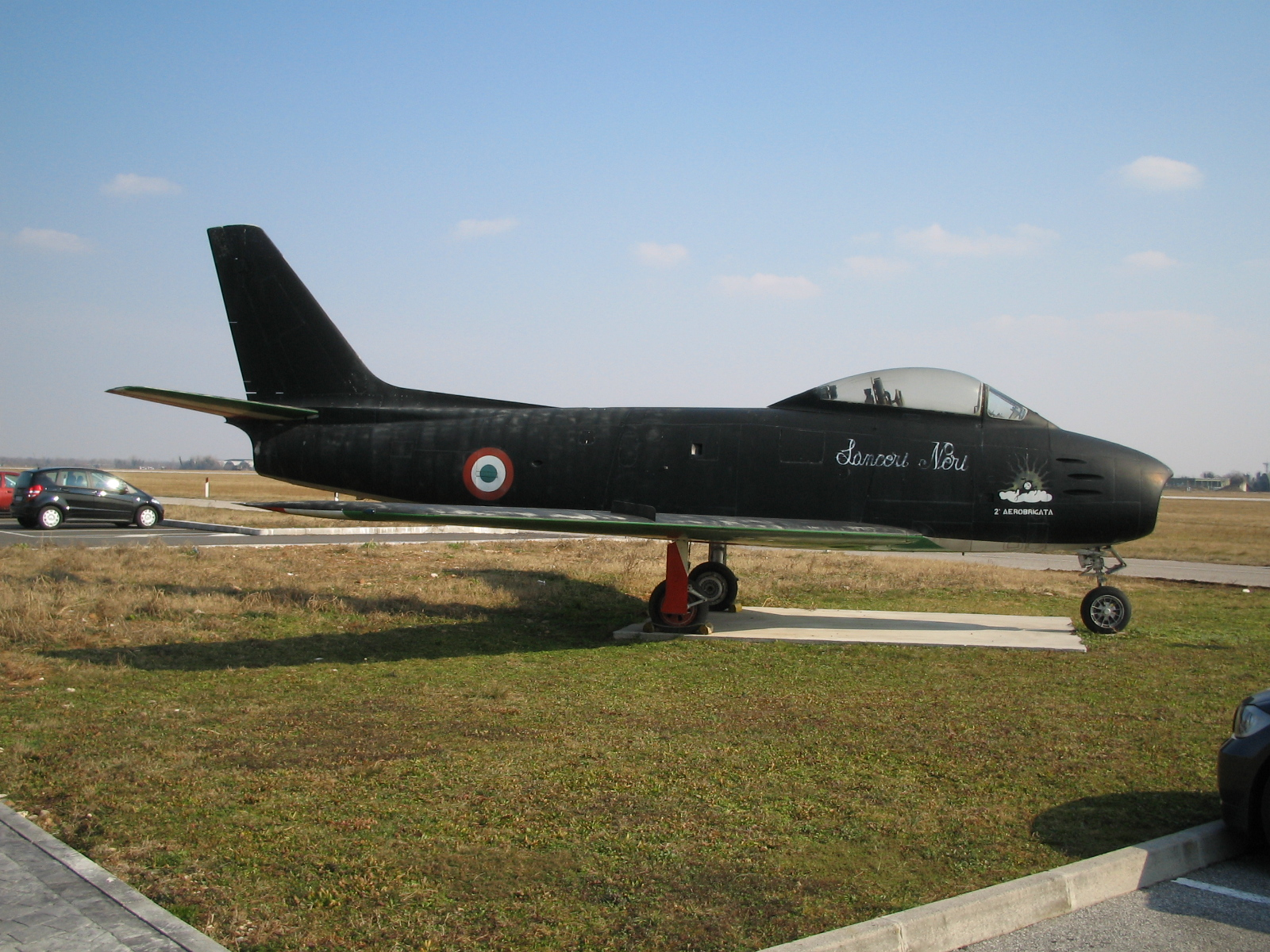
Un F-86 dei Lanceri Neri
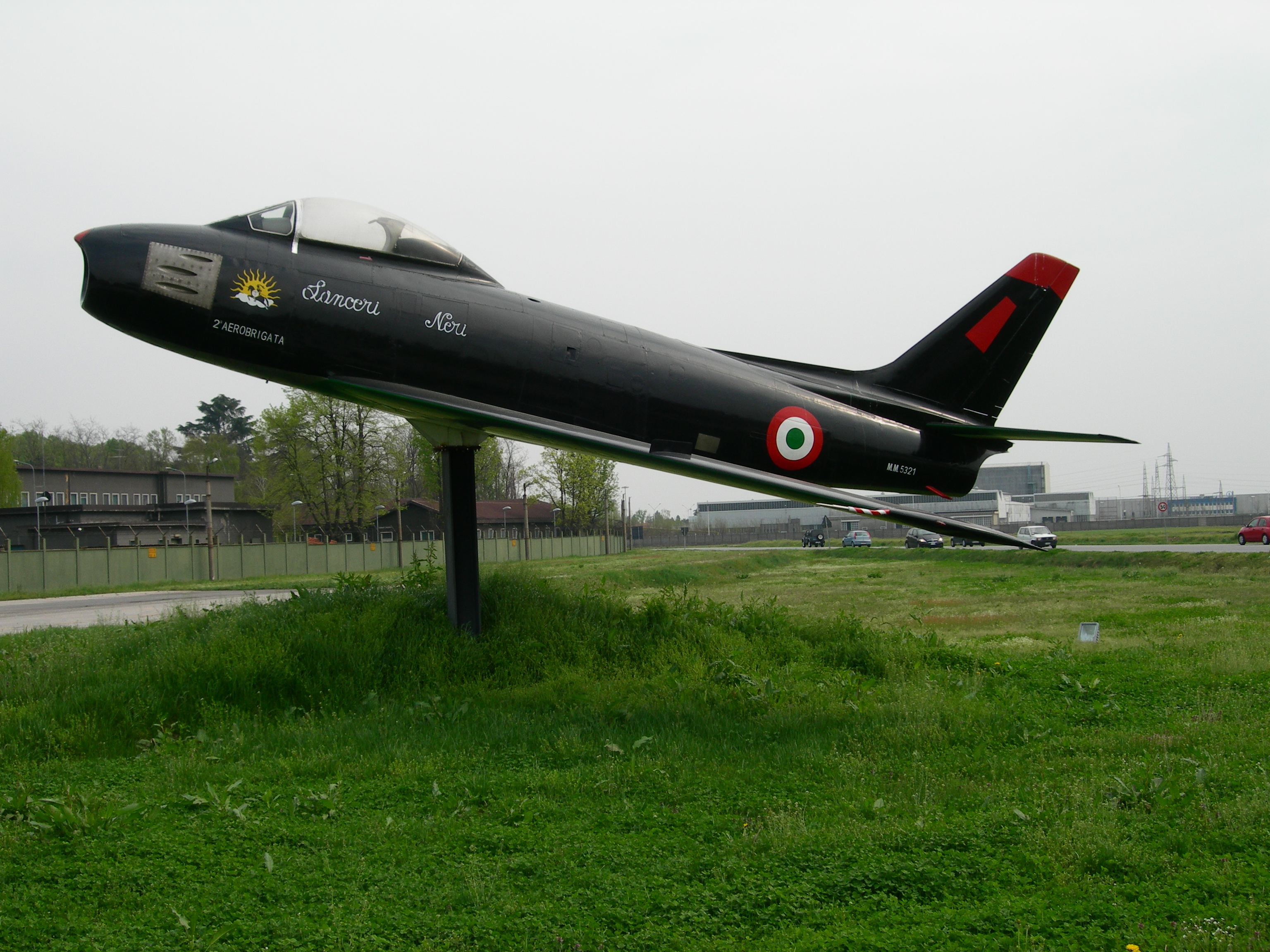
F-86 dei Lanceri Neri presso l'aeroporto di Cameri
I Lanceri Neri nel 1959
I Lanceri Neri nel 1959 ad Aviano